# سعيد العوادي
سعيد العوادي هو كاتب مغربي، وأستاذ البلاغة وتحليل الخطاب بكلية اللغة العربية في جامعة القاضي عياض بمراكش، وخبير ومحكم بعدد من المجلات، له مجموعة من المقالات في مجلات مغربية وعربية، أشرف على مجموعة كبيرة من الدورات التكوينية في تحليل الخطاب والقراءة المنتجة والتفكير النقدي. حصل على جائزة الشيخ زايد للكتاب عام 2025م.

## حياته
ولد الأستاذ سعيد العوادي بمدينة آسفي، يوم الأحد 3 أكتوبر 1976م، وحصل على بكالوريا الآداب العصرية سنة 1996م، وعلى الدكتوراه في الأدب العربي سنة 2008م، وهو أب لطفل وطفلتين.

## الشهادات
- شهادة التأهيل الجامعي في موضوع «البلاغة وتحليل الخطاب» من كلية اللغة العربية سنة 2014م.
- الدكتوراه في الأدب العربي ضمن وحدة «أسئلة الإبداع في الشعر العربي» من كلية اللغة العربية سنة 2008م (ميزة مشرف جدا مع تنويه اللجنة وتوصية بالطبع).
- دبلوم الدراسات العليا المعمقة ضمن وحدة «أسئلة الإبداع في الشعر العربي» من كلية اللغة العربية سنة 2004م (ميزة حسن / أحسن بحث للتخرج).
- الإجازة العليا في اللغة العربية من كلية اللغة العربية سنة 2000م (ميزة مستحسن / الأول على الدفعة).
- الشهادة الجامعية من كلية اللغة العربية سنة 1998م.
- البكالوريا آداب عصرية، ثانوية الهداية الإسلامية، آسفي سنة 1996م.[3]

## المهام العلمية
- كاتب عام لمجموعة البحث في «اللغة والأدب» بكلية اللغة العربية، الموسم الجامعي سنتي 2002م/2003م.
- رئيس لمجموعة البحث السابقة، الموسم الجامعي سنتي 2003م/2004م.
- عضو مجموعة البحث في «أسئلة الإبداع في الشعر العربي»، الموسم الجامعي سنتي 2005م/2006م.
- عضو مجموعة البحث في «البلاغة والخطاب»، الموسم الجامعي 2014م/2015م.
- خبير ومحكم في مجلة «الحرف» التي يصدرها البيت العربي بالهند.
- عضو لجنة التحرير والتنسيق والمراجعة اللغوية في مجلة «اللسانيات والنقد الأدبي» التي تصدر ببني ملال، المغرب.
- عضو مجلس الجامعة لسنوات 2014م - 2015م - 2016م.
- عضو مجلس الكلية لسنوات 2014م - 2015م - 2016م.
- عضو مكتب شعبة «اللغة العربية وآدابها» لسنوات 2015م - 2016م - 2017م.
- منسق الاتصال في المؤتمر الدولي الأول «التفكير النحوي والبلاغي في تفسير الألوسي» المنظم بكلية اللغة العربية بمراكش، سنة 2014م.
- مدير المؤتمر الدولي الثاني «التفكير النحوي والبلاغي في تفسير القاضي البيضاوي» المنظم بكلية اللغة العربية بمراكش، تاريخ: 15-16أبريل 2015م.
- عضو اللجنة العلمية لمجلة «المصدر» التي تصدرها جامعة العبقرية بمصر.
- رئيس لجنة تحكيم مسابقة الشعراء التي نظمتها جمعية الأطلس الكبير بمراكش، يوم الجمعة 13 ماي 2016م.
- محكم بالندوة الدولية «المصطلح وسؤال المعرفة» التي نظمتها الكلية المتعددة الاختصاصات بآسفي، يوم الأربعاء 18 ماي 2016م.
- معالج معتمد في المعجم التاريخي للغة العربية بالدوحة.[3]

## المشاركات العلمية والتجارب المهنية
- تزكية من السيد عميد كلية اللغة العربية في حفل التخرج (الأول على الدفعة) سنة 2001م.
- المشاركة في المهرجان الثاني لمنتدى الشباب المغربي المتألق للألفية الثالثة، تحت الإشراف الفعلي لجلالة الملك، بمدينة الدار البيضاء، سنة 2001م.
- المشاركة في الأيام الثقافية السادسة لجماعة آسفي - الزاوية تحت شعار «الثقافة: تضامن وتنمية»، بمدينة آسفي سنة 2001م.
- استضافة في برنامج «كتب في مراكش»، الإذاعة الجهوية لمراكش سنة 2005م.
- المشاركة في إنجاح اللقاء الثقافي حول قراءات في المجموعة القصصية «أصوات لم أسمعها» للقاص محمد زهير، كلية اللغة العربية في 16 ديسمبر 2013م.
- المشاركة في اليوم الدراسي«الخطاب القرآني بين الدرسين اللغوي العربي القديم واللساني الحديث: سؤال المنهج»، ماستر الدرس اللغوي والخطاب القرآني، كلية اللغة العربية في 18 يناير 2013م.
- المشاركة في أشغال اليوم الدراسي«ترجمة المصطلح الإسلامي: قضايا وإشكالات» ماستر الدرس اللغوي والخطاب القرآني، كلية اللغة العربية في 28 مارس 2013م.
- المشاركة في إغناء النقاش خلال ندوة «التفكير النحوي والبلاغي في» الكشاف«للزمخشري»، كلية اللغة العربية في 16 و 17 ماي 2013م.
- المشاركة في إنجاح الندوة الدولية «الجالية المغربية في المهجر بين التجاذب الديني والمادي»، كلية الآداب جامعة أبي شعيب الدكالي، بمدينة الجديدة في 29 و 30 ماي 2013م.
- المشاركة في التنظيم الفعلي لعدد من الندوات والأيام الدراسية والورشات التكوينية داخل كلية اللغة العربية.
- المشاركة في تنظيم المؤتمر الدولي الأول «التفكير النحوي والبلاغي في روح المعاني لشهاب الدين الألوسي».
- حوار حول «المؤتمر الثاني للتفسير» مع شبكة صوت العربية، بتاريخ 09 أبريل 2015م.
- استضافة في إذاعة Radio Plus «المؤتمر الدولي الثاني للتفسير»، بتاريخ 15 أبريل 2015م.
- اجتياز دورة تدريب معلمي اللغة العربية للناطقين بغيرها (30 ساعة تدريبية)، بتأطير مؤسسة «العربية للجميع»، بتاريخ 17-21/12/2015.
- المشاركة في تأطير دورة تكوينية لفائدة أساتذة الجامعات في موضوع "بلاغة الحجاج وتحليل الخطاب، بتاريخ 11 و 17 يناير 2016م.
- المشاركة في تنظيم اليوم الدراسي «النص الموازي في ترجمات القرآن الكريم: البنية والدلالة»، تنظيم مجموعة البحث في اللغات والثقافات السامية والشرقية وماستر الدرس اللغوي والخطاب القرآني وماستر الدرس اللغوي والعلوم الإسلامية، بيوم الخميس 21 ماي 2015م.
- تنسيق اليوم الدراسي حول المشروع العلمي للدكتور عماد عبد اللطيف، بكلية اللغة العربية، يوم السبت 23 أبريل 2016م.
- المشاركة في لجنة تحكيم جائزة الشعراء الشباب، التي نظمها نادي شباب جمعية الأطلس الكبير تحت شعار الشعر والحرية، يوم 13 ماي 2016م.[3]

## الإشرافات
- الإشراف على سلسلة محاضرة الشهر التي أستضيف فيها مجموعة من المتخصصين في قضايا اللغة العربية وآدابها، بشراكة مع مجمع اللغة العربية على الشبكة العالمية بمكة المكرمة، كانت المحاضرة الأولى عن قضايا المنهج في الدراسات المصطلحية لعميد كلية اللغة العربية الدكتور محمد أزهري، يوم 21 أبريل 2016م.
- الإشراف النسقي ضمن المشروعات البحثية على عدد مهم من بحوث الإجازة (يصل إلى أربعين طالبا في السنة):
- الإشراف على بحوث الدكتورة الآتية:

- الإشراف على بحوث الماستر

## الكتب المنشورة والمرقونة
- أسئلة البديع: عودة إلى النصوص البلاغية الأولى، دراسات بديعية 1، الوراقة الوطنية، ط1.مراكش، 2009م.
- حركية البديع في الخطاب الشعري: من التحسين إلى التكوين، دراسات بديعية 2، دار كنوز المعرفة، ط1.الأردن، 2013م (وصل إلى اللائحة القصيرة لجائزة الشيخ زايد للكتاب، الدورة التاسعة 2015م).
- موسوعة «التحليل الحجاجي للخطاب» (في ألف صفحة وتتضمن ثلاثين بحثا محكما لباحثين مغاربة متخصصين) بالاشتراك في التنسيق مع د.أحمد قادم، دار كنوز المعرفة، ط1.الأردن، سنة 2015م.
- الصورة البلاغية: نحو مقاربة حجاجية لعلم البيان، (2022).

## مؤلفاته
ألف سعيد العوادي العديد من الكتب، أبرزها:
| عنوان الكتاب                                                    | عدد الصفحات | قسم                    | تاريخ الإصدار   | دار النشر                                       | لغة الكتاب | الترقيم الدولي |
| --------------------------------------------------------------- | ----------- | ---------------------- | --------------- | ----------------------------------------------- | ---------- | -------------- |
| حركية البديع في الخطاب الشعري من التحسين إلى التكوين            | 352 صفحة    | الفنون الحركية         | 01 يناير 2014م  | دار كنوز المعرفة العلمية السلسلة: دراسات بديعية | العربية    | 9789957742942  |
| التحليل الحجاجي للخطاب - بحوث محكمة                             | 784 صفحة    | التحليل الرياضي المركب | 01 يناير 2016م  | دار كنوز المعرفة العلمية                        | العربية    | 9789957744854  |
| البلاغة الثائرة خطاب الربيع العربي؛ عناصر التشكل ووظائف التأثير | 424 صفحة    | البلاغة العربية        | 06 أكتوبر 2017م | دار الرافدين للطباعة والنشر والتوزيع            | العربية    | 9781773223247  |
| الطعام والكلام: حفريات بلاغية ثقافية في التراث العربي           |             |                        | 2023م           | أفريقيا الشرق                                   | العربية    | [ 5 ]          |

## الجوائز
- حصل على جائزة الشيخ زايد للكتاب (فرع الفنون والدراسات النقدية) عام 2025م، وذلك عن كتابه «الطعام والكلام: حفريات بلاغية ثقافية في التراث العربي».[6]